# Aeroportul Soyo
Aeroportul Soyo (IATA: SZA, ICAO: FNSO) este un aeroport din Provincia Zaire, Angola ce deservește zona Soyo. A fost numit după zona deservită.
Situat la o altitudine de 5 m, aeroportul dispune de o singură pistă.